# SpVgg Burgbrohl
| Saisonbilanzen 2003–2017                                                                             | Saisonbilanzen 2003–2017 | Saisonbilanzen 2003–2017 | Saisonbilanzen 2003–2017 |
| Saison                                                                                               | Platz                    | Tore                     | Punkte                   |
| --- | ------------------------ | ------------------------ | ------------------------ |
| 2003/04                                                                                              | 07.                      | 058:59                   | 47                       |
| 2004/05                                                                                              | 06.                      | 057:59                   | 47                       |
| 2005/06                                                                                              | 05.                      | 067:52                   | 58                       |
| 2006/07                                                                                              | 06.                      | 039:36                   | 51                       |
| 2007/08                                                                                              | 03.                      | 054:21                   | 62                       |
| 2008/09                                                                                              | 05.                      | 060:57                   | 57                       |
| 2009/10                                                                                              | 13.                      | 042:65                   | 39                       |
| 2010/11                                                                                              | 08.                      | 069:62                   | 52                       |
| 2011/12                                                                                              | 07.                      | 062:52                   | 52                       |
| 2012/13                                                                                              | 01.                      | 080:32                   | 71                       |
| 2013/14                                                                                              | 10.                      | 054:68                   | 43                       |
| 2014/15                                                                                              | 13.                      | 045:53                   | 41                       |
| 2015/16                                                                                              | 14.                      | 049:61                   | 39                       |
| 2016/17                                                                                              | 18.                      | 009:274                  | 01                       |
| rot unterlegt: Rheinlandliga orange unterlegt: Oberliga Rheinland-Pfalz/Saar fett markiert: Aufstieg |                          |                          |                          |

Die SpVgg Burgbrohl ist ein deutscher Sportverein aus der Ortsgemeinde Burgbrohl im Landkreis Ahrweiler. Die Fußballmannschaft des SpVgg schaffte in der Saison 2012/13 den Aufstieg in die Oberliga Rheinland-Pfalz/Saar.

## Geschichte
Der Verein wurde unter dem Namen Sportvereinigung 04/13 Burgbrohl e.V. ins Leben gerufen. Der Name lässt vermuten, dass die Wurzeln des Vereins aus mehreren regionalen Sportvereinen besteht, darunter dem Turnverein Burgbrohl, der am 13. März 1904 gegründet wurde. Erster Vorsitzender des Vereins wurde zu dem Zeitpunkt Günter Sachse.
Die ersten Übungsstunden des Turnvereines fanden im Strang, einem kleineren Saal in Burgbrohl, statt. Später wechselte man in die Kaiserhalle. Da die Mitgliederzahl stetig anwuchs, wurde eine Turnhalle gebaut, was sich als Problem erwies. So wurde ein ehemaliges Elektrizitätswerk in eine Turnhalle umfunktioniert.
Neben dem Turnverein, gab es zu diesem Zeitpunkt bereits auch einen Handballverein, der anfangs ziemlich erfolgreich war. 1929 gelang der Handballmannschaft die Gaumeisterschaft.
Ein weiterer Gründungsverein war die Fussballvereinigung Burgbrohl, welcher am 2. März 1913 aus einer Fusion der Mannschaften Schwarz-Weiß und Rot-Weiß Burgbrohl ins Leben gerufen wurde. Beide Vereine waren zu dem Zeitpunkt erst ein Jahr tätig. Die Fußballmannschaft wurde anfangs von Johann Klein und später Ernst Kötter geleitet. Unter letzterem fand ein positiver Aufschwung in der Fußballabteilung statt. So hatte die Vereinigung fast 120 Mitglieder. Auch wenn der Verein viele regionale Erfolge feiern konnte, gab es auch mehrere Probleme, so zum Beispiel gestaltete sich der Bau eines Sportplatzes als besonders schwierig. Erst 1927 erwarb die Ortsgemeinde
ein Gelände im Gleesbachtal und stellte es dem Verein zur Verfügung. Der erste Sportplatz wurde von den Sportlern selbst errichtet. 1935 übernahm Josef Rick den Vorsitz des Fußballvereines. Ein Jahr später schloss man sich mit dem Turnverein Burgbrohl zur Sportvereinigung Burgbrohl zusammen.
Nach dem Zweiten Weltkrieg, der einige Probleme mit sich führte, gelang dem Verein der Aufstieg in die Bezirksliga. Außerdem gründete der Verein weitere Sportabteilungen.
Am 1. Dezember 1952 wurde eine Ski-Abteilung gegründet, die zum Zeitpunkt der Gründung aus 46 Sportlern bestand. Paul Frank war der erste Vorsitzende der Ski-Abteilung. Bereits 4 Monate später entstand aus der Ski-Abteilung die Leichtathletik-Abteilung, welche an den deutschen Mehrkampfmeisterschaften teilnahmen und 1961 einen 9. Platz bei ebendiesen Meisterschaften belegte.
Im August 1967 wurde in der Gleeser Straße ein neuer Sportplatz gebaut, welcher die sportlichen Bedingungen des Vereines weiter verbesserte. Aufgrund mangelnder Bereitschaft der Leute in der Region und der geringen Anzahl geeigneter Übungsleiter, sind sowohl die Ski- als auch die Leichtathletik-Abteilung nicht mehr im Verein vertreten.
1970 gründeten Heinz Dünchel und Dieter Kensbock eine Alte-Herren-Fußballabteilung, die dem Verein beim Bau des Vereinsheimes am neu gebauten Sportplatz half.
Am 2. Januar 1972 gründete die SpVgg eine Volleyballmannschaft. Erster Vorsitzender war Roland Moll, welcher jedoch bereits ein Jahr nach Antritt seines Amtes durch Rudi Novotny ersetzt wurde. Anfangs trainierte und spielte die Volleyballmannschaft in der Turnhalle der örtlichen Hauptschule. 1992 wurde die Brohltalsporthalle gebaut und im November desselben Jahres fand auch die Einweihung der Halle statt. Derzeit hat die Volleyball-Abteilung jeweils zwei Herren- und zwei Damenmannschaften die aktiv an Meisterschaftsspielen teilnehmen. Den größten Erfolg feierte die Herrenmannschaft in der Saison 2009 mit dem Aufstieg in die Regionalliga Südwest. Derzeit spielt die erste Herrenmannschaft in der Oberliga Rheinland-Pfalz/Saarland.
1973 wurde die SG Brohltal aus den Fußballmannschaften des SpVgg Burgbrohl, des TuS Niederoberweiler und des SV Glees gegründet. Den Vorsitz übernahm der ehemalige SpVgg-Vorsitzende Karl-Josef Weiler.
Sein Nachfolger Werner Grail leitet den Verein bis heute. Seit der Gründung im Jahr 1973 schaffte die SG Brohltal den Aufstieg von der Kreisliga bis in die Rheinlandliga, in welcher der Verein bis zur Saison 2012/13 spielte. Der SV Glees verließ den Verein kurz nach der Zusammensetzung jedoch wieder, sodass man lediglich in der Jugendarbeit erste Erfolge feiern konnte. Erst 1993 gelang dem Verein dank der Hilfe eines Fördervereines der Durchbruch. Infolgedessen stieg der Verein von der C-Klasse (11. Liga) in die Rheinlandliga auf. 2003 konnte man mit dem SC Wassenach kooperieren und man spielte unter dem Namen SG Brohltal/Wassenach. Zu dem Zeitpunkt spielte der Verein bereits in der Rheinlandliga. Man schlitterte einmal knapp am Aufstieg in die Oberliga Südwest (damals noch die vierthöchste Spielklasse) vorbei. Am 30. Juni 2008 löste sich die Spielgemeinschaft im Einvernehmen beider Vereine wieder auf. Seit der Saison 2008/09 spielt der Verein wieder unter dem Namen SpVgg Burgbrohl. Die Saison 2009/10 verlief für die erste Mannschaft durchwachsen. In der Liga drohte dem Verein der Abstieg in die Bezirksliga, im Rheinlandpokal dagegen schaffte man dagegen den Einzug in das Pokalfinale, welches man mit 2:1 gegen Eintracht Trier verlor und man somit nicht am DFB-Pokal teilnehmen konnte. Der Verein konnte letztendlich den Abstieg verhindern, sodass man auch in der Saison 2010/11 in der Rheinlandliga spielen konnte. Zur Saison 2012/13 wechselte der ehemalige Trainer des SG Bad Breisig, Klaus Adams, zur SpVgg Burgbrohl.
Am 12. Mai 2013 konnte der Verein die Meisterschaft nach einem 3:1-Erfolg gegen den FSV Trier-Tarforst und damit den Aufstieg in die Oberliga Rheinland-Pfalz/Saar perfekt machen. Nachdem der Verein an den ersten beiden Spieltagen gegen den SC Hauenstein (0:4) und dem SC 07 Idar-Oberstein (2:4) verloren hatte, konnte die SpVgg Burgbrohl am dritten Spieltag gegen den SV Röchling Völklingen mit 2:0 gewinnen und somit die ersten drei Punkte ihrer Oberliga-Historie feiern. Durch eine konstante Leistung in der Rückrunde konnte der Verein vorzeitig die Klasse halten. Nach 34 absolvierten Spieltagen belegte der SpVgg Burgbrohl mit 43 Punkten den zehnten Platz in der Tabelle.
Zur Saison 2016/17 gab es einen kompletten Umbruch in der Mannschaft, die neu formierte Mannschaft erwies sich als nicht konkurrenzfähig und hatte bis zur Winterpause in 19 Partien nur einen Punkt geholt bei einem Torverhältnis von 8:64. In der Winterpause verließ daraufhin nahezu der gesamte Kader den Verein, eine Abmeldung vom Spielbetrieb wurde allerdings nicht vollzogen, um sowohl eine Geldstrafe des Verbandes, als auch Schadensersatzforderungen der Ligakonkurrenten zu verhindern. Zudem spielte die Zweitmannschaft in der Kreisliga C um die Meisterschaft, ein Rückzug der ersten Mannschaft hätte einen Neustart in der Kreisliga D bedeutet. Stattdessen trat der Verein mit Kreisligaspielern in der Oberliga an. Die 15 Spiele der Rückrunde endeten mit einer Bilanz von null Punkten bei einem Torverhältnis von 1:210. Nach der Saison zog man die erste Mannschaft vom Spielbetrieb zurück und spielt seither in der Kreisliga B.

## Weitere Abteilungen
1980 gründeten die Radsportfreunde eine Abteilung unter dem Namen Radsportfreunde Brohltal. Erster Abteilungsleiter, der den gesamten Aufbau geleitet und mit dem Vorsitzenden der SpVgg Erwin Röth abgestimmt hat, war Dieter Kensbock. Inzwischen haben auch die Radsportfreunde viele Mitglieder. Sie organisieren mit der Brohltal-Radtouristikfahrt, eine der größten Sportveranstaltungen im Brohltal.
Die bis in die 1960er Jahre erfolgreiche Leichtathletikabteilung wurde im Jahr 2006 neu belebt. Von Rheinlandmeisterschaften bis hin zu Deutschen Jugendmeisterschaften wurden in der Zeit viele Dutzend Meistertitel erkämpft. Dabei waren die Athleten der SpVgg Burgbrohl im Gehen, Laufen, Mehrkampf, Crosslauf, Hindernislauf, Hürdensprint, Sprint, Speer-, Hammer- und Diskuswurf sowie im Hochsprung erfolgreich. Abteilungsleiter ist Peter Rübenach und Trainer der Leistungssportgruppe Hermann Krischer.
Die Badminton-Abteilung stellt zurzeit noch eine reine Hobbymannschaft dar.

## Mitgliedersituation heute
Während sich zu Gründungszeiten des Turnverbandes ein Mitgliederzuwachs zu verzeichnen war, findet heute in der traditionellen Sparte der Sportvereinigung ein Rückgang der Bedeutung des Turnsports in der Region statt. Trotzdem hat der Turnverein die meisten Mitglieder zu verzeichnen. Auch wenn die Bedeutung des Turnsports in der Region deutlich kleiner wird, erfreuen sich die Abteilung Damengymnastik und Jugend- und Kinderturnen großer Beliebtheit.

## Erfolge

### Handball
- 1929: Gaumeisterschaft

### Volleyball
- 2009: Aufstieg in die Regionalliga Südwest (3. Liga)

### Leichtathletik
- 1961: 9. Platz bei den deutschen Mehrkampfmeisterschaften

### Fußball
- Rheinlandpokal-Finale: 2010, 2015
- Rheinlandliga-Meister: 2013